# 近藤鉄雄
近藤 鉄雄（近藤 鐵雄、こんどう てつお、1929年8月11日 ‐ 2010年3月4日）は、日本の政治家。位階は正三位。自由民主党衆議院議員。三木派・河本派に所属した。愛称は「コンテツ」。

## 経歴・人物
母の実家のあった現在の山形県南陽市で生まれ、米沢市で育った。父の道雄は海軍軍人で、近藤が小学校3年時に37歳で戦死した。以後、織物工場の寮母となった母の手ひとつで育てられた。
海軍兵学校（77期）、高等商船学校を経て1953年3月に一橋大学経済学部を卒業。マルクス経済学の杉本栄一ゼミ出身。在学中は、ゼミの同期の宮川公男（一橋大学名誉教授）、玉井龍象（金沢大学名誉教授）とともに、日曜日朝から杉本の家で開かれるゼミで、杉本の指導の他、ゼミの特別研究生であった伊東光晴（京都大学名誉教授）や浅野栄一（中央大学名誉教授）、ゼミOBの宮崎義一（京都大学名誉教授）、宮崎犀一（元東京女子大学教授）からも指導を受けた。
1953年4月に大蔵省に入省（現財務省、昭和28年旧制入省組）。入省同期に、津島雄二、安倍基雄、吉野良彦、松尾直良（元関税局長）、河合一郎（元名証理事長）など。理財局、大臣官房財務官室、経済企画庁経済研究所などに勤務。経済企画庁に出向していた折、当時、長官だった三木武夫と出会い、通訳兼かばん持ちで三木の外遊に同行。政治の道に進むきっかけとなる。1959年7月に湯沢税務署長。
1963年より国際通貨基金（IMF）で日本代表理事補として勤務し、その間カリフォルニア大学バークレー校およびハーバード大学に留学。後にカリフォルニア大学バークレー校日本同窓会会長及び名誉会長を務めた。
1966年に大臣官房調査課長補佐となるが、1968年に政界を目指して退官する。
1969年の総選挙に自民党公認で旧山形1区から立候補するが、落選。1972年9月の衆院補選で初当選し、以後通算9期務める。出身地の山形県南部（南陽市や米沢市など）にはベテランの木村武雄などが地盤としていたため、家族と共に大票田の山形市に居を構えた。
小選挙区が導入されると、居住していた山形1区（山形市）には新進党で有力だった鹿野道彦が強力な地盤を築いていたため、郷里の山形2区（米沢市）で立候補。米沢市を地盤としてきた遠藤武彦と公認を争うことになり、閣僚経験のあるベテラン議員であり以前の選挙ではいつも遠藤を下風に立たせていたことから近藤が公認を得る。しかし、家族を山形市に住まわせ縁遠くなっていたことも一因として地元住民の好感を得られず、1996年の総選挙では遠藤に敗れてしまう。引退を決意し、長男・洋介を後継者に指名。政界引退後、1997年に新時代戦略研究所を設立し代表取締役に就任。
所属派閥の三木派がハト派色の強かった中で、近藤自身はタカ派であり、自民党保守派の政策集団・青嵐会に三木派からただ一人メンバーとして参加した。また、口が悪かった点も中川一郎、浜田幸一ら他の青嵐会メンバーと共通している。山崎拓は、青嵐会の強硬論についていけずに脱会を宣言した後、中川の命を受けた近藤に数日間にわたる執拗な説得を受けたという。その一方で、反金権の政治姿勢をとった点など所属派閥の領袖で師匠・三木に通じている面もある。
河本派の幹部として、経済企画庁長官や労働大臣を歴任した。また、大蔵省時代の米国留学の経験から、金融関係をはじめ、米国やドイツなどの議員に知人も多かった。海部内閣時代には派閥の事務総長として、首相官邸と党側の間に立って苦労した。1990年には自民党金融問題調査会長に就任。証券不祥事再発防止策やノンバンクの土地関連融資規制問題などバブル崩壊の後始末に取り組む。ほかに、自民党県連会長を2度務めた。
1993年2月の山形知事選では副知事だった高橋和雄擁立の中心となり、加藤紘一が推した土田正剛（当時山形県議会議員・現東根市長）などとの分裂選挙となる。高橋は当選するが選挙後、近藤は自民党党紀委員会から6ヶ月間の役職停止処分を科せられ、政調審議委員などを辞任した。
1987年ドイツ連邦共和国功労勲章大功労十字星付大賞、2000年勲一等旭日大綬章を受章。
2010年3月4日、すい臓がんのため、入院中の東京都内の病院で死去した。80歳没。死没日付をもって正三位に叙された。
同月20日に米沢市で営まれた葬儀には後援会関係者ら約千人が参列。大蔵省の同期で後を追うように政界に進んだ津島雄二が弔事を読み、「コンテツさん、お別れの言葉を述べることがどれほどつらいことか」と遺影に呼びかけた。
遠藤利明や自民党県連幹事長を歴任した今井栄喜など、数多くの秘書歴任者が近藤の下から県政界に巣立った。

## エピソード
郵政解散による2005年衆議院総選挙で話題となった「刺客候補」の一人・片山さつきは、舛添要一の元妻であることが知られているが、外遊中にパリでの案内役を務めた片山を気に入った近藤が、舛添に紹介したのが二人のなれ初めであるという。

## 家族・親族
義父は第3次佐藤内閣で労働大臣を務めた野原正勝、長男は米沢市長で元衆議院議員の近藤洋介。

## 著書
- 『税務署長日記』やまがた『若い世代』の会、1965年。
- 『アメリカの若い農民とお嫁さんたち』やまがた『若い世代』の会、1966年。
- 『世界を駆ける』経済往来社、1966年。
- R.V.ローザ著、鈴木源吾監訳、津坂明、近藤鉄雄訳『国際通貨改革論』至誠堂、1966年。
- 『原子力事始』近藤鉄雄、1982年。
- 『超不死鳥の飛び立ち : 原子力の国際戦略』 電力新報社、1983年。
- 『欧米における電気通信事業の視察報告』近藤鉄雄、1983年。
- 編・著『テレコム開国 : 国際通信情報戦略ゼミナール』 コンピュータ・エージ社、1984年。
- 『通信・情報・ニューメディア : 現代政治の新しい次元』通信情報戦略研究会、1984年。
- 編著『環太平洋INS戦略 : 通信衛星が拓く新「太平洋の時代」』 東急エージェンシー出版部、1985年。
- 『現代日本の経済政策 : 円高への挑戦』現代政策研究会、1986年。
- 『現代日本の経済政策 : 国民化と国際化の戦略』現代政策研究会、1987年。
- 近藤鉄雄編、J.デューゼンベリー ほか著『新展開・日米経済 : 均衡ある発展を求めて』ティビーエス・ブリタニカ、1989年。
- 『リ・ホームの時代 : 日本経済国民化ビジョン』現代政策研究会、1994年。
- 『リ・ホームの時代 : 豊かな「生活大国」への選択』 IN通信社、1994年。